# 罗浮冬青
罗浮冬青（学名：Ilex tutcheri）为冬青科冬青属的植物，是中国的特有植物。分布于中国大陆的广西、广东等地，生长于海拔400米至1,600米的地区，常生长在山坡林中，目前已由人工引种栽培。